# Vườn quốc gia Aoraki/Núi Cook

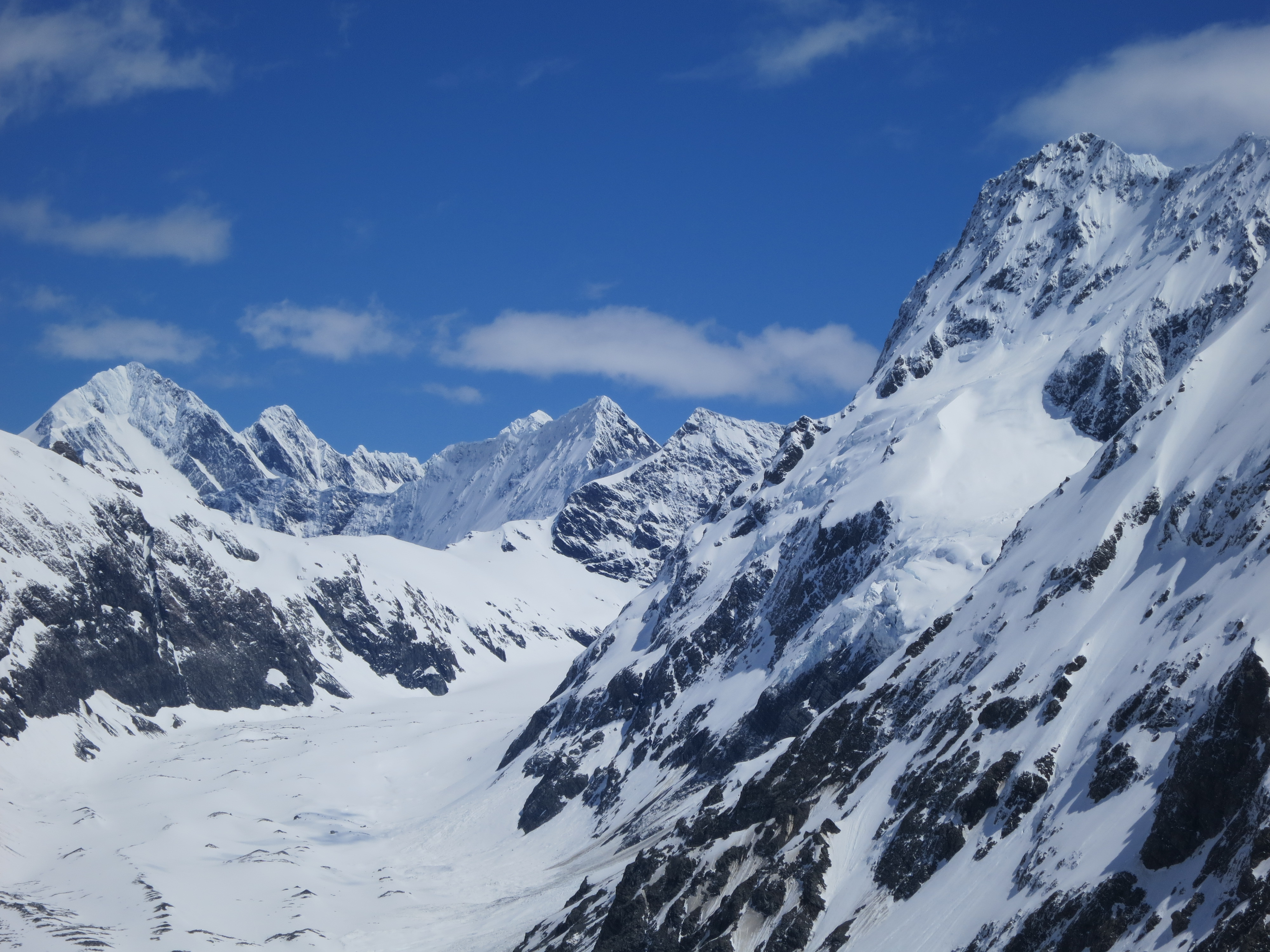
Vườn quốc gia Aoraki/Núi Cook, nhìn từ Mueller Hut

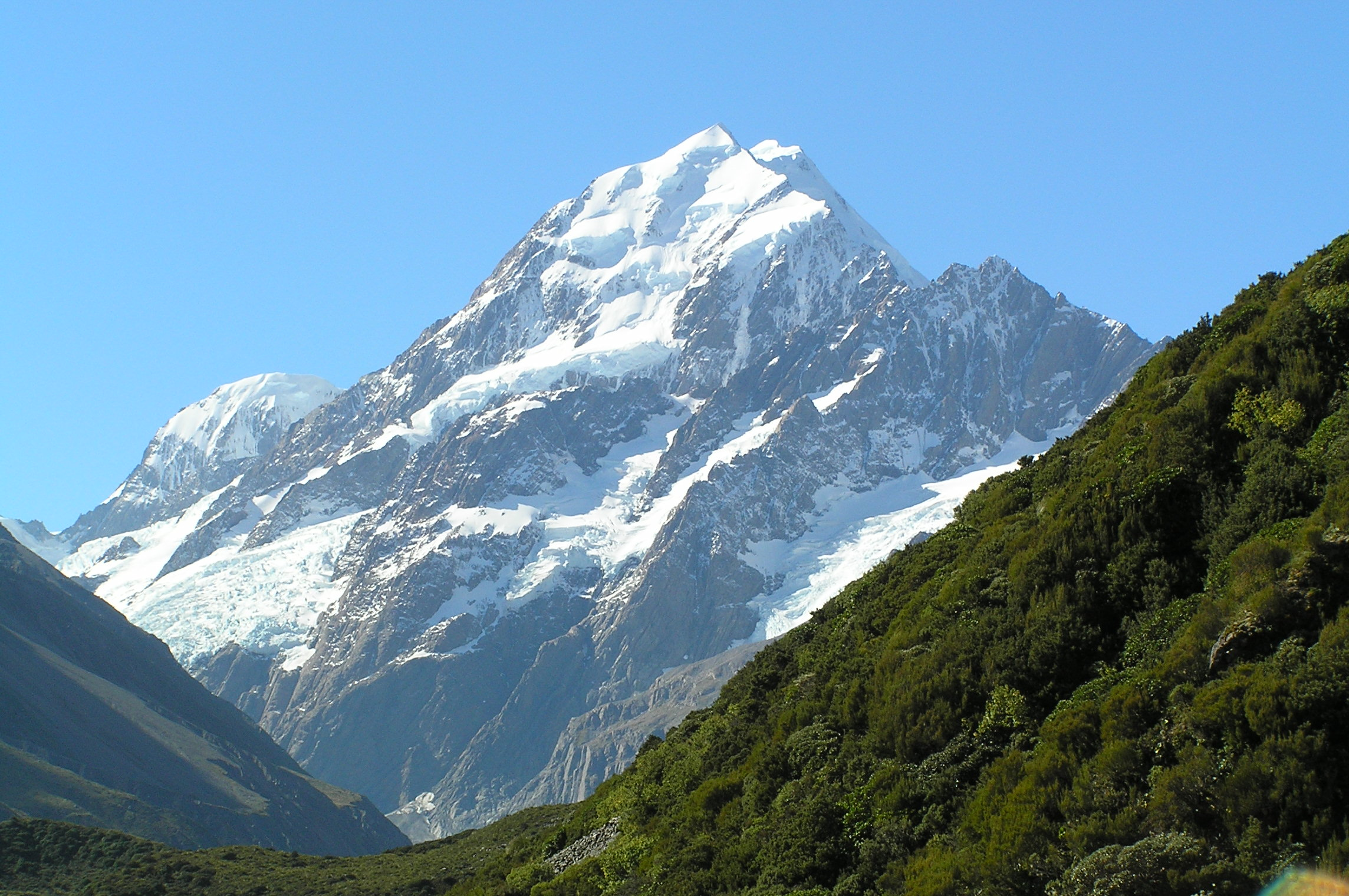
Aoraki / Núi Cook nhìn từ Thung lũng Hooker

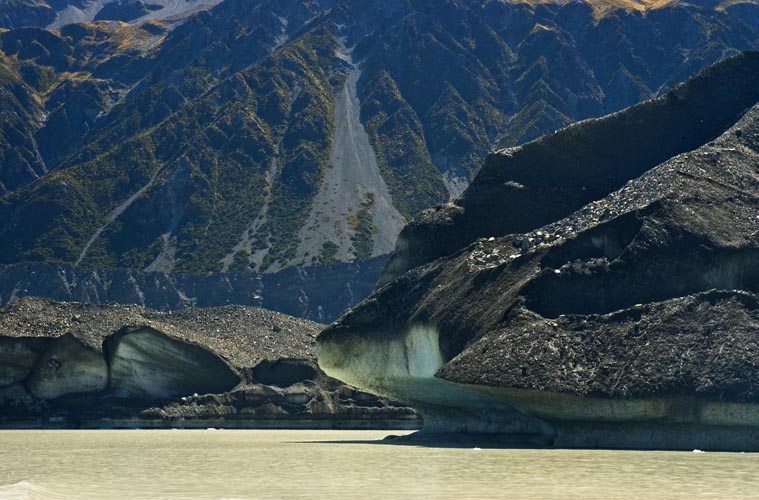
Phía cuối của Sông băng Tasman tại Hồ Tasman

Vườn quốc gia Aoraki/Núi Cook là một vườn quốc gia nằm ở Đảo Nam của New Zealand, gần thị trấn Twizel. Aoraki / Mount Cook cao 3.724 mét là ngọn núi cao nhất tại New Zealand được lấy để đặt tên cho vườn quốc gia. Khu vực này đã được công bố như là một vườn quốc gia vào tháng 10 năm 1953 bao gồm diện tích của khu dự trữ đã được thành lập vào đầu năm 1887 để bảo vệ thảm thực vật và cảnh quan quan trọng của khu vực. Vườn quốc gia có nhiều hoạt động cho khách du lịch bao gồm trượt tuyết, đi bộ đường dài leo núi hoặc săn bắn.

## Địa lý
Vườn quốc gia có diện tích 707 km² trong đó 40% diện tích là các sông băng, nổi bật và đặc biệt nhất chính là sông băng Tasman trên sườn Aoraki / Núi Cook.
Trong số 20 đỉnh núi của New Zealand cao trên 3.000 mét, chỉ có duy nhất đỉnh Núi Aspiring / Tititea là không nằm trong vườn quốc gia này. Ngoài ngọn núi cao nhất New Zealand, Aoraki / Núi Cook thì vườn quốc gia còn bao gồm các đỉnh khác như Tasman, Hicks, Sefton và Elie de Beaumont. Các ngọn núi của dãy Alps phía Nam nói chung là các núi trẻ, với niên đại ít hơn 10 triệu năm tuổi, và vẫn đang trong quá trình hình thành địa chất, địa tầng. Khu vực của vườn quốc gia mỗi năm đều được nâng lên với tỷ lệ 5-10mm/năm. Người ta ước tính rằng khu vực này đã được nâng lên khoảng 25 km, tuy nhiên tốc độ nâng này đã bị ảnh hưởng bởi sự xói mòn.
Giáp với vườn quốc gia này là vườn quốc gia Westland Tai Poutini. Chúng cùng với hai vườn quốc gia khác tạo nên Vùng đất phía Tây Nam-Te Wahipounamu, một di sản mang giá trị thiên nhiên tuyệt vời của nhân loại.

## Động thực vật

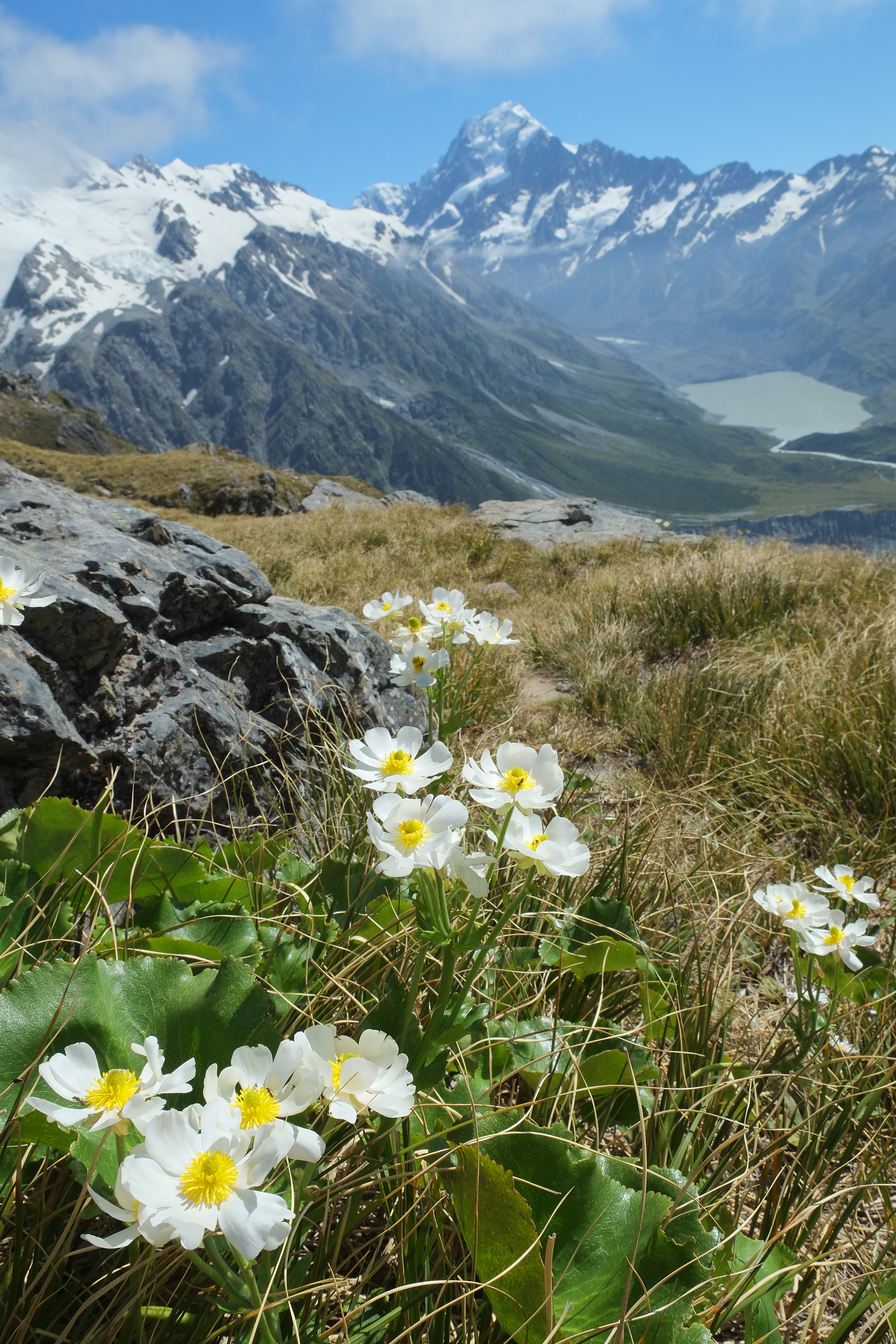
Khung cảnh ở Núi Cook.

Hơn 400 loài thực vật tạo nên thảm thực vật vô cùng đa dạng trong vườn quốc gia Aoraki/Núi Cook, trong đó bao gồm hơn 100 loài thực vật đa dạng đầy màu sắc như Đậu cánh chim lá lớn,Anh đào hoang dã và thông hoang dại. Trong những trường hợp bình thường, những phát triển đến độ cao khoảng 1.300 mét, trong khi đồng cỏ và cây bui có mặt tại độ cao giữa 1.300 và 1.900 mét. Tại những tảng đá cao nhất của Aoraki / Núi Cook có khoảng 14 loài địa y đã được tìm thấy. Tại vườn quốc gia còn có loài đặc hữu của New Zealand, đó là loài Mao lương núi Cook (Ranunculus lyallii), loài Mao lương lớn nhất thế giới, loài hoa lớn hơn cả hoa cúc núi lớn.
Về động vật, vườn quốc gia có khoảng 35  đến 40 loài chim bao gồm Vẹt Kea, loài vẹt chỉ được tìm thấy ở các vùng núi cao của dãy Alps phía Nam, hồng tước đá (một loài bị đe dọa, chỉ thường trú trên những ngọn núi cao) và manh. Ngoài ra là một số loài như chim Rifleman, rẻ quạt, bồ câu, cú đốm Tasmania và nhiều loài sẻ sống khắp các bụi cây. Một loài khác là Cà kheo đen, loài chim lội nước hiếm nhất trên thế giới, sống tại các vùng nước của lòng sông Tasman.
Vườn quốc gia cũng là nơi có nhiều động vật không xương sống bao gồm cả chuồn chuồn lớn, dế, châu chấu, 223 loài bướm trong đó có 7 loài bướm bản địa. Loài đặc hữu dế đất Weta còn được gọi là bọ chét Núi Cook được tìm thấy trên các sườn núi. Các loài thú có Hươu đỏ, Sơn dương và Dê núi Himalaya.